# Kentong (Cepu)
Kentong is een bestuurslaag in het regentschap Blora van de provincie Midden-Java, Indonesië. Kentong telt 2155 inwoners (volkstelling 2010).